# Cafone
El término italiano cafone es utilizado para definir a una persona con modales incivilizados y lenguaje malsonante e ignorante. Originalmente se definía a un campesino de la Italia meridional y no tenía una connotación negativa. Posteriormente la palabra fue traducido al significado actual.

## Etimología
El origen no es seguro, muchos diccionarios, como Zingarelli lo dan como desconocido. El Devoto–Oli. Vocabolario della lingua italiana retoma la hipótesis propuesta por primera vez por Carlo Salvioni y aceptada tanto por Alberto Nocentini en el Lessico etimologico italiano, de que el sustantivo cafone deriva del verbo cavare en el sentido de "excavar, cavar, voltear la tierra". El sufijo -one, como en otros sustantivos deverbales tales como chiacchierone, beone, mangione, brontolone, sgobbone, etc, denota la repetición continua hasta el exceso de la actividad sustanciada en el verbo. El paso fonético de "v" a "f" está bien documentado en el sur de Italia.
Esta propuesta etimológica parece hoy en día extremadamente probable, por no decir segura. Sin embargo, con el tiempo, se han propuesto varias explicaciones alternativas, todavía populares en la red pero en su mayoría sin fundamento metodológico. Por ejemplo, es popular la siguiente interpretación: en el interior de la provincia de Terra di Lavoro, es decir, en el bajo Lacio, alrededor del año 1400, cuando los habitantes de los pueblos montañosos de las zonas adyacentes llegaban a los municipios de Frosinone o de la Pianura campana, con cuerdas enrolladas alrededor del hombro o la cintura, para comprar ganado en las ferias, estos eran identificados por los habitantes locales como aquellos "co' 'a fune". Según otra hipótesis, cuando las familias nobles napolitanas necesitaban mudarse, llamaban a "chill co' 'a fune", es decir, a la empresa de mudanzas que con cuerdas y poleas bajaba los muebles de los pisos al suelo, luego siempre "ca' fune" (con la cuerda) aseguraban todo a los carros. Dada la baja escolaridad del personal, "chill ca' fune" se transforma en "chill cafune" y en italiano corriente "quei cafoni". Siguiendo con el tema de la derivación napolitana, el término cafone tendría su origen en la expresión utilizada para indicar a los habitantes del campo que, en ocasión de los concurridos mercados ciudadanos, llegaban atados con una cuerda para no perderse unos a otros: "con la cuerda" = "ca' fun" = cafone. Sin embargo, en el napolitano antiguo, el artículo determinado era del tipo "la" (como aún hoy en algunas zonas de Irpinia) y el paso al tipo " 'a" se habría dado solo a finales del siglo XIX y principios del siglo XX. Esto hace que esta hipótesis sea extremadamente improbable y no goza de crédito entre los estudiosos de etimología.
Otras hipótesis hablan de una derivación del latín cabònem (de cabo-onis, "caballo castrado") o del nombre de un centurión romano llamado Cafo. Dos años después de la muerte de César (15 de marzo de 44 a. C.), se estableció en Benevento (42 a. C.) una colonia de veteranos que había combatido con el dictador en varios lugares, desde la Galia hasta Bretaña, España, Grecia y Egipto. La deducción fue promovida por Antonio, colega del consulado de César y ahora rival de su heredero Octaviano, y fue dirigida por Lucio Munacio Planco, quien se inclinó hacia Octaviano cuando los eventos le fueron favorables. Entre los invitados a distribuir los nuevos lotes en el agro público del Samnio y la Campania, estaba un rudo centurión llamado Cafo que se instaló con los suyos en el territorio de Capua, donde comenzó a dominar. Y debieron parecerles rudos y villanos a esos campanos que conservaban la luz de una antigua civilización y el culto por la elocuencia, la poesía, la música y el canto. "Cafones" fueron los seguidores de Cafo y el nombre, penetrado en el uso popular, se difundió en otras localidades del sur de Italia donde se usa para indicar personas poco acostumbradas a la vida urbana, pero sobre todo de modales rústicos y groseros.
Otro estudioso sugiere que el origen proviene del griego kakophonos (traducción: "el que habla mal") debido a la escasa cultura de los campesinos.
Según un análisis lingüístico controvertido de Giovanni Semerano, el término cafone, al igual que el griego kape "pesebre, comedero", se aclara con el acadio qabû "establo" y el acadio enu, sumerio en "señor". El significado es claro: "señor del establo"; "dueño de rebaños, manadas", latín pecus, pecunia. En este sentido, cafone, en el que se ha producido el intercambio de labial f < b, recuerda al acadio qabûm "comandante, que da órdenes". El significado, trasladado, de persona grosera, ruda, arrogante, se origina del tono brusco, severo y rudo con el que el cafone se comunica con sus animales. Sin embargo, dada la sólida base latina de todos los dialectos italianos, esta hipótesis también es muy improbable.

## Uso en Hispanoamérica
Debido al movimiento migratorio masivo de italianos a América del Sur, muchos italianismos se incorporaron a los dialectos del español. En el dialecto rioplatense de Argentina existe la palabra cafón "gañán, maleducado" –con el mismo significado–, su uso es poco frecuente. También el aumentativo cafonacho (de cafonaccio) como sinónimo más habitual. En Venezuela existe la hipótesis de que la palabra gafo "persona de poca inteligencia, que hace o dice torpezas", asimismo el sinónimo gafote proviene de cafone.